# Karen Marie Moning

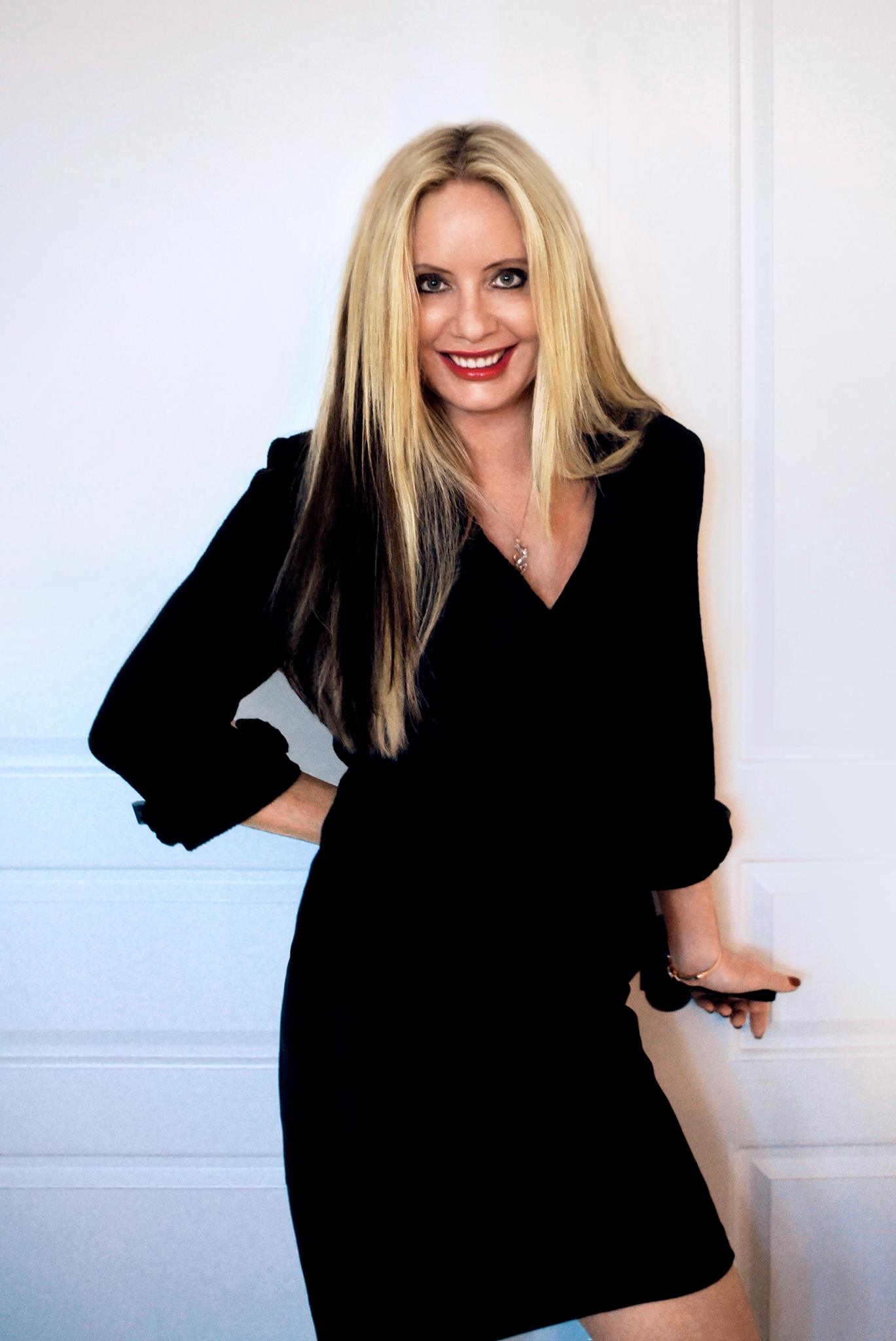
Karen Marie Moning

Karen Marie Moning is een Amerikaans schrijfster van fantasy. Ze is het meest bekend door de Fever-serie, waarvan alle vijf geplande delen ondertussen zijn verschenen. 
Moning is ook bekend van de Highlander-serie.

### Fever-serie
- 2006 - Darkfever
- 2007 - Bloodfever
- 2008 - Faefever
- 2009 - Dreamfever
- 2010 - Shadowfever

### Highlander-serie
- 1999 - Beyond the Highland Mist
- 1999 - To Tame a Highland Warrior
- 2000 - The Highlander's Touch
- 2001 - Kiss of the Highlander
- 2002 - The Dark Highlander
- 2004 - The Immortal Highlander
- 2005 - Spell of the Highlander
- 2006 - Into the Dreaming